# Strutture Rai
Una struttura è una divisione organizzativa della Rai, con mansioni di produzione e gestione dei programmi televisivi e radiofonici. Un'importante riorganizzazione di queste divisioni è avvenuta a partire dal 2000.

## Rai Cultura
Rai Cultura, già Rai Educational, produce programmi culturali e storici e gestisce i seguenti canali televisivi:
- Rai 5
- Rai Storia
- Rai Scuola

## Rai Documentari
Rai Documentari è la divisione che si occupa della produzione e della co-produzione di documentari indirizzati ai canali generalisti della Rai e alla piattaforma multimediale RaiPlay.

## Rai Expo
La struttura Rai Expo si è occupata di affiancare e far conoscere al pubblico l'evento Expo 2015, l'Esposizione Universale che si è svolta a Milano tra il 1º maggio e il 31 ottobre 2015.

## Rai Fiction
La struttura Rai Fiction si occupa della realizzazione di fiction televisive per i canali dell'azienda. È nata dalla divisione di Rai Cinemafiction, che produceva fiction televisive e film; la produzione cinematografica è stata poi esternalizzata e affidata alla società controllata Rai Cinema.

## Rai Gold
Rai Gold è la direzione rivolta alla gestione dei canali tematici dedicati a cinema e serie televisive:
- Rai 4
- Rai Premium
- Rai Movie

## Rai Kids
Rai Kids (in passato Rai Ragazzi) è la divisione interna che si occupa dei programmi per i canali:
- Rai Gulp
- Rai Yoyo

## Rai News
Rai News è la testata che si occupa dell'informazione Rai e gestisce:
- Rai News 24, canale all-news dell'azienda pubblica
- Rainews.it, portale online dell'informazione Rai
- Televideo, servizio teletext della Rai

## Rai Pubblica Utilità
La struttura Rai Pubblica Utilità coordina i contenuti informativi legati alla meteorologia (attraverso Rai Meteo) e all'infomobilità (attraverso Rai Mobilità e Rai Ondaverde). Si occupa inoltre di presidiare e sviluppare progetti e prodotti correlati all'accessibilità per persone con disabilità sensoriale.

## Rai Quirinale
La struttura Rai Quirinale si occupa delle trasmissioni televisive dal Palazzo del Quirinale e dei principali eventi pubblici che coinvolgono il presidente della Repubblica Italiana.

## Rai Radio
Rai Radio è la divisione si occupa dei canali radiofonici della Rai, quali:
- Rai Radio 1
- Rai Radio 2
- Rai Radio 3
- Rai Radio Tutta Italiana
- Rai Radio Techete'
- Rai Radio Live Napoli
- Rai Radio Kids
- Rai Radio 1 Sport
- Rai Radio 3 Classica
- No Name Radio
- Rai Gr Parlamento
- Rai Isoradio

## Rai Sport
La testata giornalistica Rai Sport si occupa della realizzazione dei vari programmi sportivi in onda su Rai 1, Rai 2, Rai 3 e (molto raramente) Rai 4, e gestisce gli eventi sportivi da trasmettere in diretta su dette reti televisive. È inoltre la struttura che gestisce il canale tematico Rai Sport, visibile su Tivùsat e sulla televisione terrestre.

## Rai Teche
Rai Teche è la divisione che gestisce l'archivio materiale prodotto e trasmesso della Rai nella sua storia.

## Rai Vaticano
Rai Vaticano, nata nel 1995 con il nome Rai Giubileo, si occupa della gestione dei programmi a carattere religioso riguardanti la Città del Vaticano in collaborazione con Vatican Media (già Centro Televisivo Vaticano, emittente di Stato vaticana).

## Struttura Grandi Eventi
La Struttura Grandi Eventi è la divisione della Rai che si occupa della produzione e della copertura televisiva dei cosiddetti grandi eventi trasmessi in diretta sui canali dell'azienda pubblica, sia sportivi sia di cronaca e della storia contemporanea. Fa parte della Direzione produzione e dipende dal direttore di produzione. Tra gli eventi prodotti si annoverano il Festival di Sanremo e le più importanti manifestazioni sportive (Giro d'Italia, Campionati mondiali di calcio, Giochi olimpici estivi e invernali, ecc.).